# Patrick Mario Bernard
Patrick Mario Bernard (Thionville, 20 d'agost de 1961) és un director de cinema francès.

## Biografia
Patrick Mario Bernard va estudiar a l'Escola de Belles Arts de Metz del 1982 al 1986. Després es va convertir en il·lustrador i dissenyador gràfic, escenògraf i després director del teatre del 1986 al 1995.
Al cinema, és més conegut pel seu treball en duo amb Pierre Trividic. Va dirigir amb ell la pel·lícula Dancing el 2003, documentals sobre Howard Phillips Lovecraft, i, en la dècada de 2010, L'Angle mort.
També va fer un documental dedicat a Rodolphe Burger.

## Filmografia

### Director
- 1999 : Un siècle d'écrivains (1 épisodi, 1999) : Le cas Howard Phillips Lovecraft : toute marche mystérieuse vers un destin, codirigida amb Pierre Trividic
- 2001 : Ceci est une pipe, codirigida amb Pierre Trividic (curtmetratge)
- 2003 : Dancing, codirigida amb Pierre Trividic i Xavier Brillat
- 2006 : Une famille parfaite, codirigida amb Pierre Trividic (telefilm)
- 2009 : L'Autre, codirigida amb Pierre Trividic
- 2018 : Good (documental) dedicat a Rodolphe Burger
- 2019 : L'Angle mort, codirigida amb Pierre Trividic[6]

### Guionista
- 2001 : Ceci est une pipe, escrit amb Pierre Trividic
- 2003 : Dancing, escrit amb Pierre Trividic
- 2006 : Une famille parfaite, écrit avec Pierre Trividic
- 2008 : L'Autre, escrit amb Pierre Trividic
- 2019 : L'Angle mort, escrit amb Pierre Trividic

### Músic
- 2001 : Ceci est une pipe
- 2003 : Dancing, música addicional
- 2006 : Une famille parfaite, música addicional
- 2008 : L'Autre, amb el pseudònim Rep Müzak

## Distinctions
- Le Cas Lovecraft
  - Premi Ondas al millor programa de televisió (categoria TV internacional), Barcelona 1999.
  - FIPA D’OR, categoria “Documentals de creació”, Biarritz 1999.
  - Silver Spire, categoria Televisió/Arts, Premis Golden Gate a San Francisco, EUA 1999.
  - Gran Premi de Literatura, 1999 Festival Internacional de Cinema d'Art, Mont-real.
- Ceci est une pipe
  - Un Premi Docúpolis durant el Festival Internacional Documental de Barcelona-Docúpolis 2001
- Ball
  - Premi de premsa dels 8è Rencontres Internationales de Paris Cinéma 2002.
  - Tribeca Festival, selecció oficial. Nova York 2003.
  - Gran Premi del Jurat - Millor llargmetratge al festival Image Nation, Montreal 2003.
  - Premi especial del jurat, Festival de cinema gai i lèsbic de Torí. 2004.
- L'Autre
  - Premi Actriu Femenina per a Dominique Blanc, Copa Volpi, Mostra/Venècia 2008
  - Premi Singular de Cinema 2010, Syndicat National de La Critique.